# Champagne Virginie T.
Pour les autres membres de la famille, voir Famille Taittinger.
Le Champagne Virginie T. est une maison de Champagne française, indépendante et familiale, fondée en 2008 par Virginie Taittinger et son fils Ferdinand Pougatch. 

## Présentation

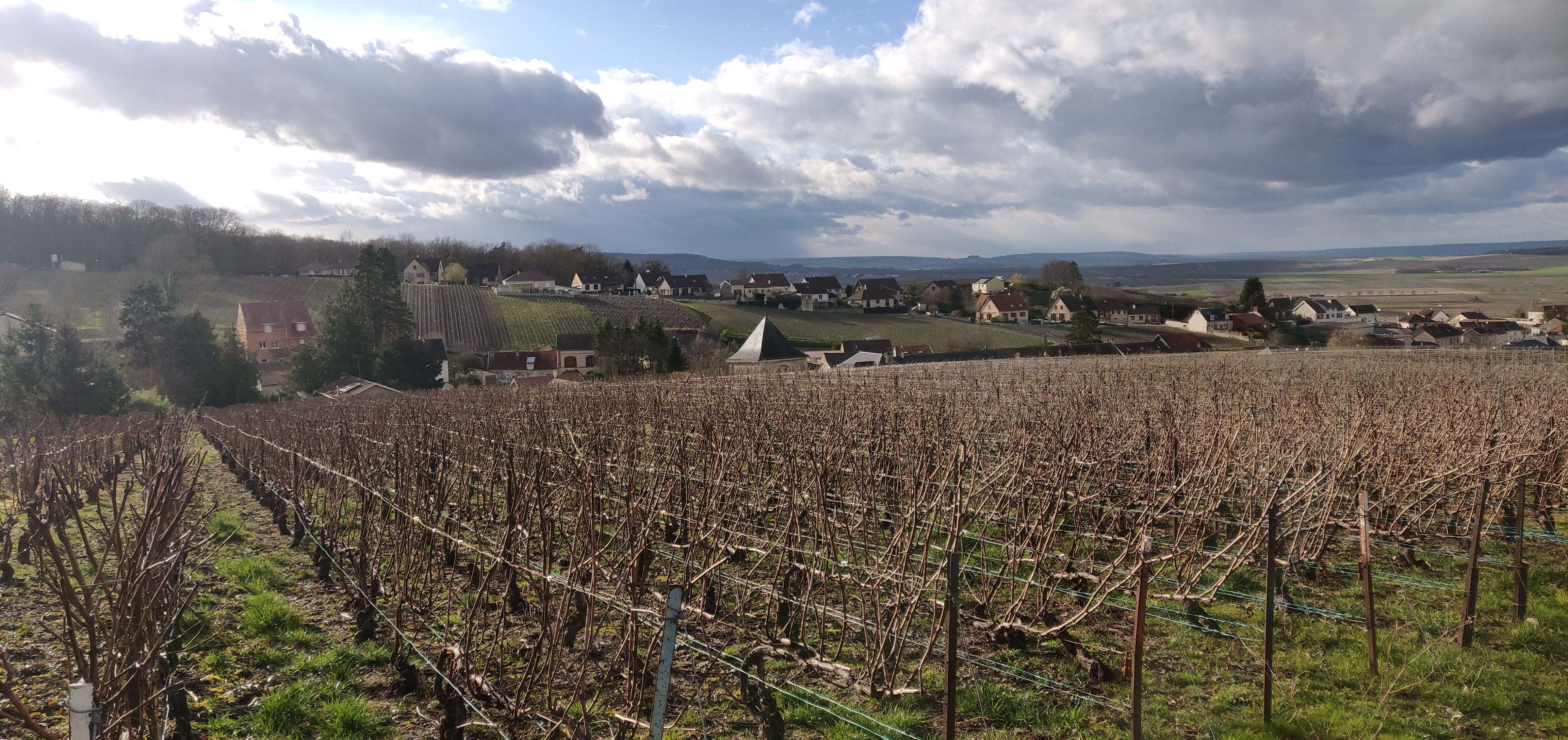
Parcelle "Les Fays" Mailly-Champagne Grand Cru, appartenant au champagne Virginie T.

Après la vente du groupe Taittinger, en juillet 2005, au fond américain Starwood, Virginie Taittinger, fille de Claude Taittinger, quitte ses fonctions pour se consacrer à son projet avec son fils Ferdinand Pougatch,,.
Propriétaire de vignes classées « grand cru » dans les villages de Verzy et de Mailly-Champagne, la maison Virginie T. assemble également des raisins issus notamment de parcelles des villages d’Ay et de Verzenay ou encore de la Côte des Blancs,.
Chefs de cave de la maison, Virginie Taittinger et Ferdinand Pougatch, sont spécialisés dans la production de champagnes à vieillissement prolongé. Les champagnes sont commercialisés après huit ans de vieillissement en moyenne.

## Récompenses
Dans son ouvrage, I love champagne, David Zyw sélectionne la Grande Cuvée 6 ans d'âge parmi 50 champagnes à déguster. Elle est primée d’une médaille d’argent au IWSC, Mundus Vini, et reçoit la médaille Master du packaging de l’année en 2016 par The Drinks Business (en),. Le Gault et Millau lui attribue une note de 16,5/20 .
Le Gault et Millau attribue au Virginie T. Extra Brut la note de 15,5/20.